# المعهد الوطني للتكنولوجيا الصيدلانية والتعليم
المعهد الوطني للتكنولوجيا الصيدلانية والتعليم هو منظمة علمية وبحثية غير ربحية تأسست عام 2005 وتم تأسيسها في يونيو 2007 في ولاية إنديانا تقع مكاتبه حاليًا في مينيابوليس، مينيسوتا.
تضم عضوية المعهد الحالية 18 مدرسة وكليات صيدلة وهندسة كيميائية رائدة من الجامعات التالية: جامعة مسيسيبي، جامعة دوكين، جامعة روتشستر، معهد إلينوي للتكنولوجيا، جامعة بوردو، جامعة روتجرز، جامعة بورتوريكو، جامعة لونغ أيلاند، جامعة كونيتيكت، وجامعة تكساس في أوستن، جامعة آيوا، وجامعة كنتاكي، وجامعة ماريلاند، وجامعة تكساس، جامعة ميشيغان، وجامعة مينيسوتا، وجامعة كانساس، وجامعة ويسكونسن.

## تحدي تصنيع الأدوية
تواجه صناعة الأدوية حاليًا ضغوطًا متزايدة على الأسعار على مستوى العالم وتكاليف التصنيع المتزايدة.
حيث يمكن أن تكون تكلفة البضائع للأدوية التي تحمل اسم العلامة التجارية أعلى من 30٪ من إجمالي عائدات المبيعات لهذه الشركات. وبمقارنة المبيعات ؛ فإن النسبة المئوية لإيرادات المبيعات التي تنفقها شركات الأدوية هذه على البحث والتطوير هي فقط 10-15٪. بالنسبة للأدوية الجنسية، يمكن أن تصل تكلفة السلع المُباعة إلى 50٪ من إجمالي إيرادات المبيعات تقليديًا، فضلت شركات الأدوية تصنيع منتجاتها داخليًا. حيث كانوا حريصين على تصنيع ما يبيعونه لأنه يوفر لهم مزيدًا من التحكم في جودة منتجاتهم. ومع ذلك، نظرًا لارتفاع الضغوط تم تقليل التكلفة هذه الأيام لتوفير المال، إن صناعة الأدوية تقوم بشكل متزايد بالإستعانة بمصادر خارجية للتصنيع إلى بلدان في آسيا، حيث تتطور المعايير التنظيمية وقد تتأخر أحيانًا عدة سنوات عن الولايات المتحدة.
من المؤكد أن العلم المطلوب لتحويل اكتشاف جديد إلى عقار جديد قابل للتسويق، لم يواكب التقدم في جانب اكتشاف الأدوية. إذ يعد تطوير المنتجات الصيدلانية اليوم فنًا أكثر منه علمًا. بمجرد اكتشاف الدواء الجديد،حيث يتم ترك تطوير المنتجات وتصنيعها للممارسات التقليدية «المجربة والصحيحة». يمكن أيضًا تطبيق التطورات الملحوظة في الكيمياء والهندسة الكيميائية ونمذجة الكمبيوتر والمحاكاة والأدوات والعلوم التحليلية وصيغ المنتجات التي يمكن استخدامها لزيادة الكفاءة في تطوير المنتجات الصيدلانية وتصنيعها. يمكن تجاوز زيادة التكلفة التي يمكن تحقيقها عن طريق الاستعانة بمصادر خارجية بسهولة عن طريق تحسين العلوم والتكنولوجيا لتطوير وتصنيع المنتجات الصيدلانية. كما قامت بصناعات أخرى، مثل صناعة أشباه الموصلات، بفحص تقنيات التصنيع الخاصة بها وتحديثها. وقد سمح هذا لهذه الصناعات بأن تصبح أكثر قدرة على المنافسة والحصول على منتجات ذات قيمة أعلى.
إن التصنيع هو خطوة حاسمة في سلسلة الأحداث المعقدة للغاية قبل أن يصل الدواء إلى رفوف الصيدليات. فعندما يتم كسر هذا الرابط المهم، فإنه يفتح الباب لشيء مثل أزمة الهيبارين. وقد يكون الهيبارين مجرد غيض من فيض. الجواب النهائي ليس عمليات التفتيش المكلفة لمواقع التصنيع الأجنبية. إذا بقي هذا هو الحل الوحيد، فستحتاج إدارة الغذاء والدواء الأمريكية، إلى المزيد من الموارد وملايين الدولارات من كونغرس الولايات المتحدة لضمان أن جميع الأدوية ومكونات الأدوية المصنعة في البلدان الأجنبية آمنة وفعالة.
يجب أن يكون هدفنا هو تحسين جودة تصنيع الأدوية بحيث يمكن إنتاج الأدوية بأمان وفعالية من حيث التكلفة بغض النظر عن مكان إنتاجها، نحن بحاجة إلى بناء جودة التصنيع مع التصميم الأمامي وليس الفحص الخلفي. إذا كانت الولايات المتحدة تريد زيادة سلامة الأدوية وتقليل تكلفة الأدوية، فعليها الاستثمار في العلوم الأساسية لتطوير الأدوية وتصنيعها.
يُظهر نموذج الشراكة بين القطاعين العام والخاص لاكتشاف الأدوية (المعروف باسم خارطة طريق المعاهد الوطنية للصحة) النجاح من خلال تحفيز التقدم باستثمارات قوية في البحوث العلمية الأساسية. بين عامي 1999 و 2006، نمت استثمارات البحث والتطوير في الولايات المتحدة 5 أضعاف الاستثمار الأولي بينما نمت في أوروبا 2.9 مرة.
ومع ذلك، منذ عام 2006، تفوقت آسيا بشكل ملحوظ على الولايات المتحدة في افتتاح مواقع بحثية جديدة للأدوية.

## جدول أعمال البحوث
إن هدف المنظمة هو زيادة الفهم القائم على العلم والهندسة لهذا المجال بحيث يمكن تطوير أحدث التقنيات الحديثة وتطبيق اللوائح المستندة إلى العلم. ستمكّن هذه التقنيات أيضًا من طرح اكتشافات الأدوية الجديدة في السوق بشكل أسرع مع تباين أقل وإمكانية أعلى للتنبؤ بالأداء وبتكلفة أقل بكثير.
```
يهدف جدول أعمالهم البحثي إلى إجراء بحث أساسي وأساسي من شأنه:
```

1. تطوير فهم قائم على العلم للمواد الصيدلانية وخصائص معالجتها وأدائها في التصنيع.
2. إنشاء أدوات هندسية مبتكرة ضرورية لتطوير وتصميم وتوسيع عمليات فعالة جديدة من حيث التكلفة لتصنيع المكونات الصيدلانية النشطة.
3. تطوير مناهج نموذجية تنبؤية لصياغة منتجات الأدوية وتصميم عملية التصنيع.
4. إنشاء تقنيات تصنيع جديدة تسمح بالتصنيع المرن والفعال من حيث التكلفة لمنتجات متعددة في نفس خط الإنتاج أو بشكل مستمر لتحل محل الخطوط الحالية المخصصة والتي تعمل على دفعات إلى حد كبير.
5. الاختراع و إظهار تقنيات جديدة للاستشعار والتحكم تسمح بمراقبة متغيرات المنتج والعملية الحرجة بشكل مستمر والتحكم فيها تلقائيًا من أجل تقليل الاعتماد الحالي المهدر على مراقبة الجودة بشكل كبير عن طريق اختبار نهاية الإنتاج والرفض خارج المواصفات
6. إنشاء نموذج تعليمي يتكامل بشكل متآزر ويجمع بشكل وثيق بين المفاهيم والأساليب الأساسية من العلوم الصيدلانية والهندسة، مع مدخلات من الكيمياء وعلوم المواد، لتدريب المهنيين القادرين على تسهيل تصميم المنتج المنهجي، وفهم العمليات، والتحسين، والتحكم.
7. إنشاء وتقديم البرامج التعليمية والتدريبية من شأنها أن تعد الكادر الفني الذي تحتاجه الصناعة وإدارة الغذاء والدواء لتنفيذ وتنظيم هذه التقنيات الجديدة.

طوّر المعهد خارطة طريق إستراتيجية للبحث والتكنولوجيا ؛ والتي تحدد التحديات الحالية والمستقبلية والحلول المقترحة في العلوم الصيدلانية.
تشمل عضوية المعهد المدارس الرائدة وكليات الصيدلة والهندسة الكيميائية والصيدلانية، ولها اهتمامات علمية متداخلة مع علماء الأدوية (مثل الرابطة الأمريكية للعلوم الصيدلانية).
أجندة التعليم تختفي البرامج الأكاديمية الحالية في مجال التكنولوجيا الصيدلانية على الرغم من الاحتياجات المستمرة والمتنامية لصناعة اليوم مما يؤدي إلى قلة عدد المعلمينالموجهين الجيدين وعدد قليل جدًا من الخريجين المؤهلين.
إذ يضم المعهد مؤسسات تعليمية رائدة في العلوم والهندسة الصيدلانية، وهدفه هو إنشاء «خط أنابيب» من المواهب المتنوعة التي تبدأ في المستوى الجامعي وتستمر خلال الدراسات العليا والتعليم المستمر، وزيادة القوى العاملة المتاحة في الأوساط الأكاديمية والصناعة، والحكومة.
هنالك يتم معالجة هذا الهدف من خلال تطوير وتنفيذ خطة تعليم وتدريب متكاملة تتضمن برامج أبحاث المعهد.
من خلال ذلك، سيقوم المعهد بإنشاء وتقديم برامج تعليمية وتدريبية من شأنها إعداد الكادر الفني الذي تحتاجه الصناعة وإدارة الغذاء والدواء لتنفيذ التقنيات الجديدة.